# Justicia racemosa
Justicia racemosa är en akantusväxtart som beskrevs av Hipólito Ruiz López och Pav.. Justicia racemosa ingår i släktet Justicia och familjen akantusväxter. Inga underarter finns listade i Catalogue of Life.